# Kwestyja o pojedynkach
Kwestyja o pojedynkach – społeczne wystąpienie pastora kluczborskiego, Adama Gdacjusza w postaci broszury, wydane w Brzegu w 1674.
Wystąpienie potępiało zwyczaj staczania pojedynków, bardzo popularny wśród współczesnej śląskiej szlachty. Drugie wydanie zostało przez autora rozbudowane do 330 stron i zatytułowane Kwestyjej o pojedynkach... kontynuacja. Gdacjusz nadał mu charakter rozprawy polemicznej skierowanej przeciwko występkom i grzechom szlachty. Przytoczył w niej liczne opinie przeciwko pojedynkom wyrażane przez różnych autorów, począwszy od Starożytności do czasów życia autora. W szczególności nawiązał do Katechizmu Rakowskiego, według którego Pan Jezus zakazał wszelkiej pomsty nie tylko prywatnej, ale też przez urząd. Polemizował jednak z tezami tego dzieła, w którym stwierdzono, że nie tylko pojedynkującym się, ale też żołnierzom na wojnie nie godzi się przelewać ludzkiej krwi.
Gdacjusz nie zgromadził dostatecznej liczby środków na wydanie całości swojego dzieła, jak również nie znalazł wydawcy, który wziął by te koszty na siebie. Stać go było jedynie na opublikowanie pierwszych czterdziestu stron, a reszta pozostała w rękopisie, znajdującym się w Bibliotece Jagiellońskiej (rękopis nr 3537).